# Teodor Bogdan Hoff
Teodor Bogdan Hoff (ur. 25 stycznia 1830, zm. ok. 1908) – syn Ludwika Hoffa pastora ewangelicko-augsburskiego i Augusty Gertrudy Sieg.

## Życiorys
Ukończył farmację na Uniwersytecie Jagiellońskim. Tytuł mgr farmacji uzyskał w 1863 roku. W latach 1863–1867 był asystentem na wydziale chemii Uniwersytetu Jagiellońskiego. W latach 1867–1870 prowadził aptekę „Pod Koroną” w Rynku w Krakowie oraz wytwórnię win musujących. Jego wyroby apteczne zdobyły medale na wystawie I Zjazdu Lekarzy i Przyrodników w Krakowie (1868) a wina w Wiedniu (1872) i Marburgu (1876)
Nauczyciel chemii.
W latach 1873–1878 pracował w Instytucie Technicznym i Wyższej Szkole Realnej w Krakowie, w latach l878–1890 w Wyższej Szkole Realnej Gimnazjum i Szkole przemysłowej w Jarosławiu. W 1878 roku został mianowany profesorem szkoły średniej. Przeszedł na emeryturę w 1890 roku.
Członek wielu Towarzystw m.in. Towarzystwa Naukowego Krakowskiego, Akademii Umiejętności, Towarzystwa Historii Naturalnej w Paryżu. Współorganizator I Zjazdu Lekarzy i Przyrodników Polskich w 1868 roku w Krakowie, organizator i dyrektor Wystawy towarzyszącej zjazdowi.
Poza pracą zawodową zajmował się różnymi dziedzinami.

## Balneologia
- badał źródła Szczawnicy i Morszyna,
- współtworzył instrukcje zasad eksploatacji źródeł, transportu wody źródlanej do zakładów zdrojowych, sposobów butelkowania wody itp.,
- opracował metody produkcji wyrobów borowinowych.

## Mineralogia
- badał skały Podola i okolic Krakowa

## Wynalazł i opracował
- zestaw odczynników do rozbioru chemiczno-lekarskiego 1868,
- syfon do robienia domowego lemoniady żelazistej i przeczyszczającej, wody sodowej i lemoniady gazowej 1868,
- suchy smar nazwany „Metaline” (wynalazek opatentowany) 1875,
- przyrząd do ogrzewania wody na kąpiele lecznicze (szczawy żelazistej) 1877,
- środek do konserwowania pokarmów płynnych w szczególności wina, piwa, octu za pomocą fosforanu glinowego 1877,
- przyrząd do destylacji olei świetlnych (ropy naftowej) nazwany „Multiplikator” 1883,
- środek do uczynienia drewna niepalnym – 1884 (patent),
- aparat do rektyfikacji spirytusu – w Galicji patent z roku 1889, nr oryginalny patentowy 3468 dla uprawnień w zakresie destylacji i aparatury do nich, w Prusach 3 maja 1889 nr pat. 953700, Szwajcarii 18 stycznia 1890 nr pat.1902r, Kanadzie 16 września 1889 nr pat. 32265, Stanach Zjednoczonych 31 maja 1892 nr pat. 475961[2].

## Publikacje
- Chemia rozbiorowa i jakościowa. Przewodnik dla początkujących i zawodowych chemików, aptekarzy, lekarzy, techników, i przemysłowców. Kraków 1868,
- przekład z języka polskiego na niemiecki pracy prof. Adolfa Aleksandrowicza: Rozbiór chemiczny wód lekarskich w Iwoniczu mianowicie dwóch zdrojów wody bromowo-jodowo-barytowej, zdroju żelazistego i zdroju siarczanego. Tytuł niemiecki: Chemische Untersuchung der Mineralquellen in Galizien zu Iwonicz im Kȍnigreiche in Galizien, namentlich zweier Brom jod und Barythȁltiigen Quellen die Eisenquelle wie auch der Schwefelquellen. Kraków 1867,
- Oznaczenie chemiczne wody w zdroju Wandy w Szczawnicy. Kraków 1868 i 1869.
- Instrukcja do zestawu przyrządów i odczynników do analiz chemiczno lekarskich – Sposób użycia zestawionych odczynników do rozbioru chemiczno-lekarskiego, Kraków. 1868,
- Sposób używania nowych syfonów do robienia domowego lemoniady żelazistej i przeczyszczającej, wody sodowej i lemoniady gazowej. 1868,
- Przyczynek do znajomości białka[3], 1877.
- Wskazówki do odwietrzania (dezynfekcyi), ze szczególnym zastosowaniem do cholery. 1872,
- Ein Betreibung zur Hebung der Weinindustri in Estereich – Ungarin verfast von ..... fabriksbesitzer, gewessenen Assistenten der Chemi an der k.k. Jagelonischen Uniwesitat, Mitgliede der physiografischen und balneologischen Comission der kk gelerhten- gesellschaft, der Arzte zur Krakau, sowie der naturhistorischen und matematuschen Gesellschaft zu Paris, Lehrer der Chemie bei der Gewerbeschule in Krakau und k. k. Landesgerichts-Chemiker Krakau, Verlag von Bogdan Hoff. Kraków 1873 (Wkład w podniesienie wartości produkcji wina (przemysłu winnego) w Austro-Węgrzech),
- O ocenianiu wartości praktycznej smarowideł – Przegląd Techniczny Kraków prawdopodobnie ok. 1873/4,
- Rozbiór chemiczny borowiny morszyńskiej, Odczyt na posiedzeniu Komisji Balneologicznej Towarzystwa Lekarskiego Krakowa dnia 17 stycznia. 1880,
- O borowinie z Morszczyna, oraz soli borowinowej mrówczano-żelazistej, porównanie z innymi zdrojami i wskazania. 1880,
- O nowym sposobie otrzymywania cukru i wyskoku z borowiny. 1881,
- Referaty „o nowym sposobie otrzymywania cukru i wyskoku z borowiny” i „o nowym minerale z okolic Krakowa (o mączce krzemionkowej spod Krakowa) wygłoszone na III Zjeździe Lekarzy i Przyrodników polskich Kraków. 1881,
- Tablice wydatków alkoholu z surowych płodów skrobiowych, według tegoczesnych zasad naukowych, dla celów praktycznych. 1899.